# Yang Dezhi

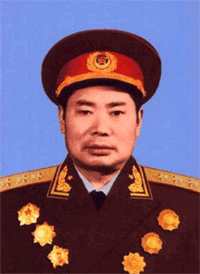
Yang Dezhi (1955)

Yang Dezhi (chinesisch 杨得志, Pinyin Yáng Dézhì; * 1911 in Liling, Zhuzhou, Hunan; † 25. Oktober 1994) war ein chinesischer General der Volksbefreiungsarmee und Politiker der Kommunistischen Partei Chinas (KPCh), der zwischen 1980 und 1987 Chef des Generalstabes und damit militärischer Befehlshaber der Streitkräfte war.

## Leben

### Eintritt in die Volksbefreiungsarmee und Chinesischer Bürgerkrieg
Yang Dezhi war zunächst Schafhirte sowie danach als Dreizehnjähriger 1924 Arbeiter in einem Bergwerk in Anyuang bei Pingxiang. Nachdem er wegen Nichterfüllung der schweren körperlichen Arbeiten entlassen worden war, arbeitete er anschließend wieder in der Landwirtschaft sowie 1926 als Angestellter bei der Eisenbahngesellschaft in Hengyang. Er folgte Mao Zedong im Sommer 1927 nach Changsha, wo er an dem dort niedergeschlagenen Aufstand teilnahm. 1928 wurde er Mitglied der Kommunistischen Partei Chinas (KPCh). Er nach zwischen 1934 und 1935 am Langen Marsch als Kommandeur eines Regiments der Volksbefreiungsarmee teil, das maßgeblichen Anteil an Gefechten gegen die Truppen der Nationalrevolutionären Armee Chiang Kai-sheks an der Luding-Brücke am Fluss Dadu He im Mai 1935 hatte.
Im September 1937 nahm er als Kommandeur des 685. Regiments im Verlauf des Zweiten Japanisch-Chinesischen Kriegs im Zuge der größeren Schlacht um Taiyuan als Teil der von Lin Biao kommandierten 8. Armee an Gefechten gegen die Kaiserlich Japanische Armee an der Schlacht von Pingxingguan teil. Er war Absolvent der von 1937 bis 1943 von Lin Biao sowie im Anschluss von 1943 bis 1945 von Xu Xiangqian geleiteten Anti-Japanischen Militär- und Polithochschule in Yan’an. Danach war Kommandeur größerer Verbände im Grenzgebiet zwischen den Provinzen Hebei, Shandong sowie Henan und schließlich 1945 Kommandeur einer Division. Während der Endphase des Chinesischen Bürgerkrieges war er Juni bis Juli 1947 Kommandeur in der Schlacht von Baoding, von Mai bis Juni 1948 im Feldzug von Hebei, Rehe und Chahar sowie im September 1949 Kommandierender General des XIX. Korps in der Schlacht von Ningxia.

### Volksrepublik China und Chef des Generalstabes

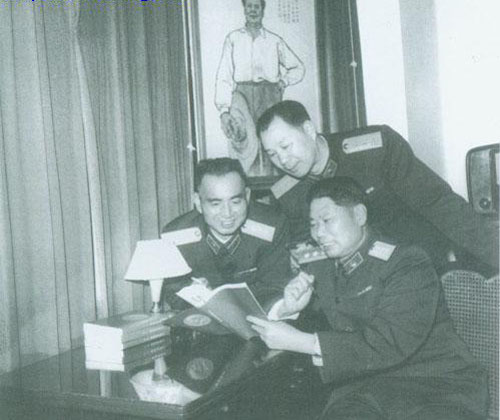
Die Generale Yang Yong, Yang Chengwu und Yang Dezhi während des Koreakrieges

Nach der Gründung der Volksrepublik China fand Yang Dezhi verschiedene Verwendungen als Offizier und war während des Koreakrieges als Vertreter von Peng Dehuai stellvertretender Kommandeur des Truppenkontingents der Volksbefreiungsarmee sowie als Kommandeur der XIX. Armeegruppe, zu der die 63. Armee von General Fu Congbi, die 64. Armee von General Zeng Siyu sowie die 65. Armee von General Xiao Yingtang gehörten. Er gehörte 1955 zu den ersten Offizieren die zum General befördert wurden.
Auf dem VIII. Parteitag der KPCh 1956 wurde er Kandidat des Zentralkomitees (ZK der KPCh) und bekleidete diese Funktion bis 1969. Er fungierte zwischen September 1958 und Januar 1974 als Kommandeur der Militärregion Jinan. Auf dem IX. Parteitag der KPCh wurde er dann Mitglied des ZK der KPCh, dem er 18 Jahre lang bis 1987 angehörte. Als Nachfolger von Wang Xiaoyu übernahm er zugleich im März 1971 die Posten als Sekretär des Parteikomitees sowie als Vorsitzender des Revolutionskomitees der Provinz Shandong und bekleidete diese Funktionen bis zu seiner Ablösung durch Bai Rubing im November 1974. Danach war er zwischen Januar 1974 und Januar 1979 Kommandeur der Militärregion Wuhan sowie daraufhin von Januar 1979 bis Februar 1980 Kommandeur der Militärregion Kunming. Als solcher war er vom 17. Februar bis 16. März 1979 neben Generalleutnant Liu Zhijian in Kunming verantwortlich für die Planung der Einsätze der Truppenverbände der Volksbefreiungsarmee im Chinesisch-Vietnamesischen Krieg während der Schlacht von Lào Cai.
Danach wurde Yang Dezhi 1980 Nachfolger von Deng Xiaoping als Chef des Generalstabes und war damit bis zu seiner Ablösung durch General Chi Haotian militärischer Befehlshaber der Streitkräfte. Auf dem XII. Parteitag 1982 wurde er auch Mitglied des Politbüros der Kommunistischen Partei Chinas, dem zentralen Machtorgan in der Volksrepublik China, das zwischen den Plenarsitzungen des Zentralkomitees der Kommunistischen Partei Chinas über alle Führungsvollmachten verfügt und die eigentliche Entscheidungsgewalt über die Richtlinien der Politik hat. Diesem Gremium gehörte er bis 1987 an.
Im Juni 1989 gehörte Yang neben Ye Fei, Zhang Aiping, Chen Zaidao, Xiao Ke, Song Shi-Lun und Li Jukui zu einer Gruppe von sechs ehemaligen Generalen, die in einem Brief die Regierung aufforderten, dass die Volksbefreiungsarmee nicht gegen die studentische Protestbewegung auf dem Tian’anmen-Platz vorgehen sollte und eine friedliche Lösung forderten.